# Вялков, Анатолий Иванович
Анатолий Иванович Вялков (9 октября 1948 года — 17 мая 2018 года) — российский учёный, специалист в области общественного здоровья и управления здравоохранением, первый заместитель министра здравоохранения РФ (1999—2004), действительный государственный советник Российской Федерации 1 класса (2000), академик РАМН (2005), академик РАН (2013).

## Биография
Родился 9 октября 1948 году в Хабаровске.
В 1972 году — окончил Хабаровский государственный медицинский институт (специальность «врач-лечебник»).
С 1972 по 1979 годы — цеховой врач-терапевт, заместитель главного врача по поликлинике, директор медицинского училища, главный врач больницы № 3 (Комсомольск-на-Амуре).
С 1979 по 1987 годы — работает на партийных должностях горкома Комсомольска-на-Амуре а затем Хабаровского крайкома КПСС.
С 1987 по 1992 годы — заведующий отделом здравоохранения Хабаровского крайисполкома.
С 1992 по 1996 годы — начальник Управления здравоохранения администрации Хабаровского края.
С 1996 по 1998 годы — начальник Управления организации медицинской помощи населению Министерства здравоохранения РФ.
С ноября 1998 года — заместитель министра здравоохранения РФ, а с 1999 по 2004 годы — первый заместитель министра здравоохранения РФ.
С 1993 по 1999 годы — возглавлял кафедру организации и экономики здравоохранения в Хабаровском государственном медицинском институте, через четыре года стал профессором кафедры, а ещё через два — заведующим кафедрой управления здравоохранением МГМУ имени И. М. Сеченова (на тот момент ММА имени И. М. Сеченова).
С 1999 года назначен директором НИИ общественного здоровья и управления здравоохранением ММА имени И. М. Сеченова.
С декабря 1999 года до упразднения в марте 2001 года являлся членом Совета по делам инвалидов при Президенте Российской Федерации.
В 2000 году — избран членом-корреспондентом РАМН.
В 2005 году — избран академиком РАМН.
В 2013 году — избран академиком РАН (в рамках присоединения РАМН и РАСХН к РАН).
Умер 17 мая 2018 года.

## Научная деятельность
Автор 350 научных работ, в том числе 21 монографии, 27 учебников и учебных пособий, 42 руководств для врачей.

## Награды
- Орден Почёта
- Медаль «За заслуги перед отечественным здравоохранением»
- Значок «Отличнику здравоохранения РФ»